# Мауи (окръг)
Окръг Мауи (на английски: Maui County) е окръг в щата Хаваи, Съединени американски щати. Площта му е 6213 km², а населението - 128 094 души (2000). Административен център е град Уайлуку.